# Dérapages
Pour la minie-série, voir Dérapages (mini-série).
Dérapages (titre original : Slippage) est un recueil de nouvelles de science-fiction de Harlan Ellison, publié en avril 1997. Ce recueil a reçu le prix Locus du meilleur recueil de nouvelles en 1998.

## Liste des nouvelles

### Introduction:Le Temps des dérapages
- Titre original : The Fault in My Lines
- Parution originale : 1997
- Situation dans le recueil (éd. Folio-SF) : p. 13 à 28.
- Résumé : Dans cette introduction, l'auteur évoque les deux ruptures (les deux « dérapages ») qu'il a connues récemment dans sa vie : le tremblement de terre qui a ravagé sa maison d'habitation et au cours duquel il a été blessé ; les crises cardiaques qu'il a subies et qui ont entraîné de longues périodes d'hospitalisation. Il explique que ces expériences vécues caractérisent la tonalité du recueil de nouvelles : « Le thème est : profitez-en pendant que vous le pouvez. Car le dérapage règne en maître. La pesanteur ne pardonne pas. Le thème est : on ne sait jamais quand on est arrivé au bout. Le thème est : Faites attention ! » (dernières phrases du texte).

### Le Marin qui déposa Christophe Colomb à terre
- Titre original : The Man Who Rowed Christopher Columbus Ashore
- Parution originale : 1991
- Situation dans le recueil (éd. Folio-SF) : p. 29 à 47.
- Résumé :

### Tout sauf ça, tout sauf toi
- Titre original : Anywhere But Here, With Anybody But You
- Parution originale : 1996
- Situation dans le recueil (éd. Folio-SF) : p. 49 à 57.
- Résumé :

### Une sacrée case en moins
- Titre original : Crazy As a Soup Sandwich
- Parution originale : 1989
- Situation dans le recueil (éd. Folio-SF) : p. 58 à 99.
- Résumé :

### Ténèbres voilant la face du gouffre
- Titre original : Darkness Upon the Face of the Deep
- Parution originale : 1993
- Situation dans le recueil (éd. Folio-SF) : p. 100 à 118.
- Résumé :

### La Lune, pâle pièce d'argent, paie son passage et rend la monnaie
- Titre original : The Pale Silver Dollar of the Moon
- Parution originale : 1994
- Situation dans le recueil (éd. Folio-SF) : p. 119 à 127.
- Résumé :

### L'Arôme persistant du bois brûlé
- Titre original : The Lingering Scent of Woodsmoke
- Parution originale : 1996
- Situation dans le recueil (éd. Folio-SF) : p. 129 à 131.
- Résumé :

### Avenue du Cyclope
- Titre original : The Museum on Cyclops Avenue
- Parution originale : 1995
- Situation dans le recueil (éd. Folio-SF) : p. 133 à 145.
- Résumé :

### Aller vers la lumière
- Titre original : Go Toward the Light
- Parution originale : 1996
- Situation dans le recueil (éd. Folio-SF) : p. 147 à 157.
- Résumé :

### Un Méphisto en onyx
- Titre original : Mephisto in Onyx
- Parution originale : 1993
- Situation dans le recueil (éd. Folio-SF) : p. 159 à 210.
- Résumé :

### Ma résidence dans l'au-delà
- Titre original : Where I Shall Dwell in the Next World
- Parution originale : 1992
- Situation dans le recueil (éd. Folio-SF) : p. 212 à 224.
- Résumé :

### Tête-à-tête avec Anubis
- Titre original : Chatting with Anubis
- Parution originale : 1995
- Situation dans le recueil (éd. Folio-SF) : p. 225 à 232.
- Résumé :

### Engagez-vous, rengagez-vous
- Titre original : The Few, the Proud
- Parution originale : 1989
- Situation dans le recueil (éd. Folio-SF) : p. 233 à 242.
- Résumé :

### La Cité du bon sens
- Titre original : Sensible City
- Parution originale : 1994
- Situation dans le recueil (éd. Folio-SF) : p. 245 à 253.
- Résumé :

### Le Dragon sur l'étagère
- Titre original : The Dragon on the Bookshelf
- Coauteur : Robert Silverberg
- Parution originale : 1995
- Situation dans le recueil (éd. Folio-SF) : p. 255 à 267.
- Résumé :

### La Dernière Touche
- Titre original : Keyboard
- Parution originale : 1995
- Situation dans le recueil (éd. Folio-SF) : p. 269 à 276.
- Résumé :

### La Cent-douzième victime
- Titre original : Jane Doe #112
- Parution originale : 1990
- Situation dans le recueil (éd. Folio-SF) : p. 277 à 284.
- Résumé :

### Les Cauchemars rêvent aussi
- Titre original : The Dreams A Nightmare Dreams
- Parution originale : 1997
- Situation dans le recueil (éd. Folio-SF) : p. 291 à 294.
- Résumé :

### Perpétuité plus un jour
- Titre original : Pulling Hard Time
- Parution originale : 1995
- Situation dans le recueil (éd. Folio-SF) : p. 295 à 300.
- Résumé :

### Mont Scartaris, 28 juin
- Titre original : Scartaris, June 28th
- Parution originale : 1990
- Situation dans le recueil (éd. Folio-SF) : p. 301 à 325.
- Résumé :

### Trop jeune pour quitter sa mère
- Titre original : She's a Young Thing And Cannot Leave Her Mother
- Parution originale : 1988
- Situation dans le recueil (éd. Folio-SF) : p. 327 à 343.
- Résumé :

### Minuit dans la cathédrale engloutie
- Titre original : Midnight in the Sunken Cathedral
- Parution originale : 1995
- Situation dans le recueil (éd. Folio-SF) : p. 345 à 357.
- Résumé :

## Éditions
- Slippage, Mark V. Ziesing, 31 mars 1997, 361 p.  (ISBN 0-929480-75-9)
- Dérapages, Flammarion, coll. « Imagine », 19 septembre 2001, trad. Hélène Collon, 364 p.  (ISBN 978-2080680488)
- Dérapages, Gallimard, coll. « Folio SF » no 158, 2 décembre 2009, trad. Hélène Collon, 364 p.  (ISBN 978-2070424733)